# 1993 TG
1993 TG är en asteroid i huvudbältet som upptäcktes den 9 oktober 1993 av den japanska astronomen Nobuhiro Kawasato i Uenohara.
Asteroiden har en diameter på ungefär 11 kilometer.